# Jackie Fields

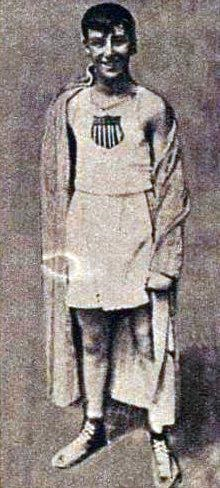
Jackie Fiels, champion olympique des poids plumes en 1924.

Jackie Fields est un boxeur américain né le 9 février 1908 à Chicago et mort le 3 juin 1987 à Los Angeles.

## Carrière
Champion olympique aux Jeux de Paris en 1924 dans la catégorie poids plumes, il devient champion du monde professionnel des poids welters à deux reprises, le 25 juillet 1929 contre Joe Dundee et le 28 janvier 1932 contre Lou Brouillard. Dans les deux cas, il s'incline dès la première remise en jeu de son titre (face à Young Jack Thompson puis Young Corbett III).
Il fait quelques apparitions au cinéma, notamment dans Battling Bunyan (1924), The Prizefighter and the Lady (1933) et Big City (1937)..

## Parcours auxJeux olympiques
Jeux olympiques d'été de 1924 à Paris (poids plumes) :
- Bat Doyle (Irlande) aux points
- Bat Hansen (Norvège) aux points
- Bat Abarca-Gonzalez (Chili) aux points
- Bat Pedro Quartucci (Argentine) aux points
- Bat Joe Salas (États-Unis) aux points

## Distinction
- Jackie Fields est membre de l'International Boxing Hall of Fame depuis 2004[3].